# Knuckles (televíziós sorozat)
A Knuckles 2024-es amerikai vígjátéksorozat, amelyet John Whittington készített. A főbb szerepekben Idris Elba és Adam Pally látható.
A sorozat 2024. április 26-án jött ki a Paramount+-ba Amerikában. Magyarországon 2024. augusztus 3-án debütált a SkyShowtime-on.

## Ismertető
Miközben a földi élethez próbál alkalmazkodni, Knuckles, a hangyászsün egy "tanoncot" vesz fel Wade Whipple seriff-helyettes személyében, aki a hangyászsün-harcos módszereire oktatja, hogy segítsen felkészülni a nevadai Renóban megrendezésre kerülő tekeversenyre, ahol Wade elhidegült apja is versenyezni fog. Útjuk során Wade újra találkozik anyjával és nővérével, míg Knuckles-t Dr. Robotnyik egykori ügynöke üldözi, aki most arra törekszik, hogy magához vegye a hangyászsün erejét.

## Szereplők

### Főszereplők
| Szereplő                | Színész                     | Magyar hang      | Leírás                                                                                                 |
| ----------------------- | --------------------------- | ---------------- | --- |
| Knuckles, a hangyászsün | Idris Elba (hangja)         | Schneider Zoltán | Egy forrófejű és komoly antropomorf vörös hangyászsün, szuper erővel.                                  |
| Wade Whipple            | Adam Pally                  | Bozsó Péter      | Green Hills gyengeelméjű seriff-helyettese, akit Knuckles hangyászsün harcos módjára fogja képezni őt. |
| Wade Whipple            | Kit Rakusen (fiatalon)      | TBA              | Green Hills gyengeelméjű seriff-helyettese, akit Knuckles hangyászsün harcos módjára fogja képezni őt. |
| Wade Whipple            | Michael Bolton (énekhangja) | TBA              | Green Hills gyengeelméjű seriff-helyettese, akit Knuckles hangyászsün harcos módjára fogja képezni őt. |

### Mellékszereplők
| Szereplő                    | Színész                    | Magyar hang            | Leírás                                                                       |
| --------------------------- | -------------------------- | ---------------------- | ---------------------------------------------------------------------------- |
| Jack Sinclair               | Julian Barratt             | Sarádi Zsolt           | Fejvadász és Wade egykori tekecsapatának kapitánya.                          |
| Pachacamac                  | Christopher Lloyd (hangja) | Borbiczki Ferenc       | Knuckles törzsének elhunyt vénje, aki szellemként tér vissza.                |
| "A vevő"                    | Rory McCann                | Törköly Levente        | Dr. Robotnyik egykori lakájja, aki Knuckles erejét akarja megszerezni.       |
| Mason ügynök                | Scott Mescudi              | Horváth-Töreki Gergely | Egykori földalatti harcos és korrupt GUN ügynök, aki "A vevőnek" dolgozik.   |
| Willoughby ügynök           | Ellie Taylor               | Ruttkay Laura          | Egykori földönkívüli kutató és korrupt GUN ügynök, aki "A vevőnek" dolgozik. |
| Susie Barnes                | Alice Tregonning           | Tanka Natália          | Nyolcéves kislány, aki Wade tekeversenyző riválisa.                          |
| Wendy Whipple               | Stockard Channing          | Vándor Éva             | Wade anyja.                                                                  |
| Wanda Whipple               | Edi Patterson              | Peller Anna            | Wade éretlen nővére és egy látszólag alkalmatlan FBI-ügynök.                 |
| Wanda Whipple               | Darcy Castle (fiatalon)    | TBA                    | Wade éretlen nővére és egy látszólag alkalmatlan FBI-ügynök.                 |
| „Pisztoly” Pete Whipple     | Cary Elwes                 | Weil Róbert            | Különc, 27-szeres bajnoki tekéző és Wade elhidegült apja.                    |
| Dylan Beagleton             | Rob Huebel                 | Sótonyi Gábor          | Az "ESPN8 The Ocho" tekekommentátorai.                                       |
| Nemes III. Gary N. Sinclair | Paul Scheer                | Potocsny Andor         | Az "ESPN8 The Ocho" tekekommentátorai.                                       |

### Vendég szereplők
| Szereplő             | Színész                         | Magyar hang        | Leírás                                                                      |
| -------------------- | ------------------------------- | ------------------ | --------------------------------------------------------------------------- |
| Sonic, a sündisznó   | Ben Schwartz (hangja)           | Szabó Máté         | Egy antropomorf kék sündisznó, aki szuperszonikus sebességgel tud futni.    |
| Miles „Tails” Prower | Colleen O'Shaughnessey (hangja) | Ágoston Katalin    | Egy antropomorf sárgás-narancssárga róka, aki repülni képes a két farkával. |
| Maddie Wachowski     | Tika Sumpter                    | Bogdányi Titanilla | Knuckles, Sonic és Tails nevelőanyja és Green Hills helyi állatorvosa.      |

### Magyar változat
- Főcím: Orosz Gergely
- Magyar szöveg: Egressy G. Tamás
- Dalszöveg: Nádasi Veronika
- Hangmérnök: Gábor Dániel
- Vágó: Simkóné Varga Erzsébet
- Gyártásvezető: Kincses Tamás
- Szinkronrendező: Dóczi Orsolya
- Produkciós vezető: Hagen Péter

A szinkront az Mafilm Audio Kft. készítette.

## Epizódok
| #  | Cím                                                                             | Rendező       | Író              | Premier                               |
| -- | ------------------------------------------------------------------------------- | ------------- | ---------------- | ------------------------------------- |
| 1. | A harcos (The Warrior)                                                          | Jeff Fowler   | John Whittington | 2024. április 26. 2024. augusztus 3.  |
| 2. | Nehogy azt mondd, hogy cserbenhagytalak (Don't Ever Say I Wasn't There for You) | Ged Wright    | John Whittington | 2024. április 26. 2024. augusztus 3.  |
| 3. | A sábesz-vacsi (The Shabbat Dinner)                                             | Brandon Trost | Brian Schacter   | 2024. április 26. 2024. augusztus 3.  |
| 4. | A káosz lángjai (The Flames of Disaster)                                        | Jorma Taccone | James Madejski   | 2024. április 26. 2024. augusztus 10. |
| 5. | Reno, bébi (Reno, Baby)                                                         | Carol Banker  | Brian Schacter   | 2024. április 26. 2024. augusztus 17. |
| 6. | Ami Renóban történik, ott is marad (What Happens in Reno, Stays in Reno)        | Carol Banker  | John Whittington | 2024. április 26. 2024. augusztus 24. |

## A sorozat készítése
A Sonic, a sündisznó 2. című film fejlesztése során a gyártócsapat úgy döntött, hogy a Sonic the Hedgehog filmes franchise-t tévésorozat fejlesztésével bővíti. A producerek úgy döntöttek, hogy az első Sonic spin-off főszereplője Knuckles lesz, mivel tetszett nekik a karakter komikus ábrázolása a filmben, és tisztelegni akartak a Sonic the Hedgehog 3 & Knuckles duplafilm előtt azzal, hogy a sorozatot a Sonic, a sündisznó 3. című filmmel egy időben adják ki. A Sega és a Paramount Pictures a ViacomCBS februári befektetői napjának prezentációján hivatalosan is bejelentette a sorozat fejlesztését, és Idris Elba megerősítette, hogy az akkor készülő második rész után ismét eljátssza Knuckles szerepét, és a sorozat a film spin-offjaként fog szolgálni.

### Forgatás
A sorozat forgatása 2023 áprilisában kezdődött meg Londonban. A további forgatások Renoban zajlottak, ahol az utolsó két epizód is játszódik.